# Springstille
Springstille est une ancienne commune allemande du land de Thuringe, dans l'arrondissement de Schmalkalden-Meiningen, au centre de l'Allemagne.

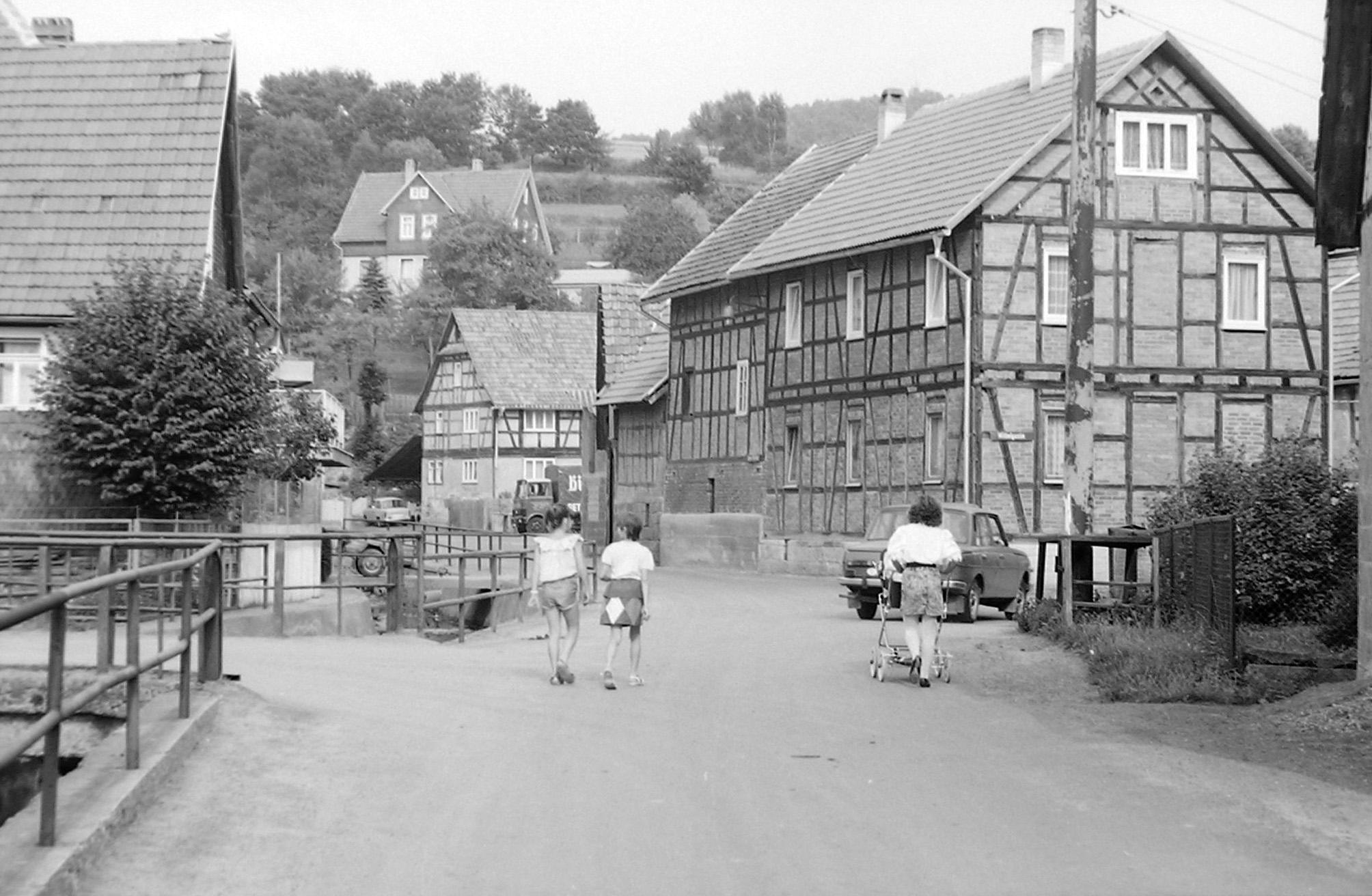
Springstille en 1990